# Christopher Markus

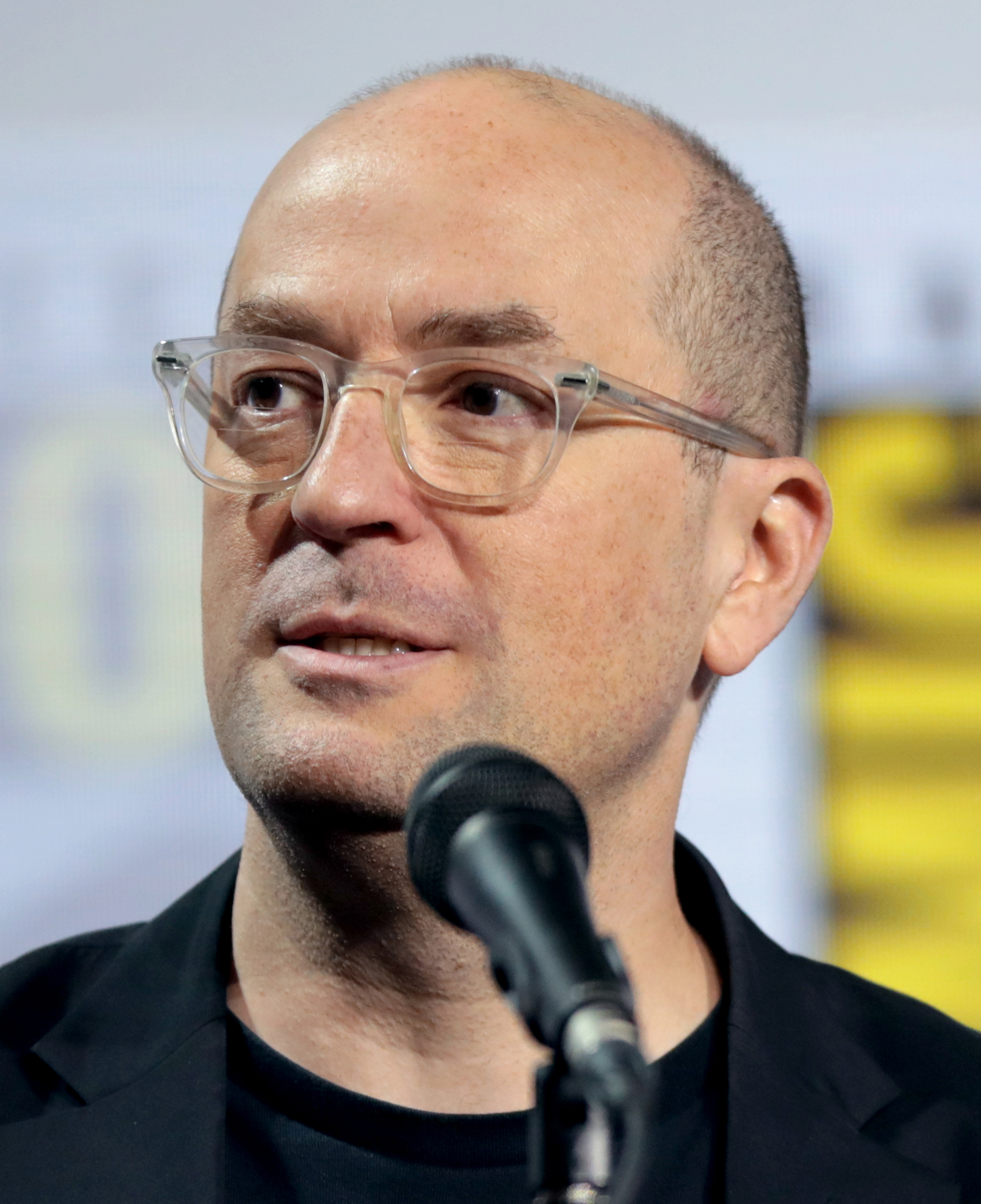
Christopher Markus auf der San Diego Comic-Con 2019

Christopher Markus ist ein US-amerikanischer Drehbuchautor.

## Leben
Markus tritt seit 2004 in enger Zusammenarbeit mit Stephen McFeely als Drehbuchautor in Erscheinung. Für ihre Debütarbeit an The Life and Death of Peter Sellers wurden sie 2005 mit einem Emmy ausgezeichnet. Es folgten weitere gemeinsame Filmprojekte, u. a. arbeiteten sie an der Verfilmung der Chroniken von Narnia mit.
Beginnend mit Captain America: The First Avenger (2011) sind sie an der Entwicklung des Marvel Cinematic Universe beteiligt. In diesem Rahmen folgten weitere Comicverfilmungen, außerdem entwickelten Markus und McFelly die Serie Marvel’s Agent Carter. Ihr Fokus liegt auf der Figur des Captain America.
Markus ist seit 2011 verheiratet.

## Filmografie (Auswahl)
- 2004: The Life and Death of Peter Sellers
- 2005: Die Chroniken von Narnia: Der König von Narnia (The Chronicles of Narnia: The Lion, the Witch and the Wardrobe)
- 2007: You Kill Me
- 2008: Die Chroniken von Narnia: Prinz Kaspian von Narnia (The Chronicles of Narnia: Prince Caspian)
- 2010: Die Chroniken von Narnia: Die Reise auf der Morgenröte (The Chronicles of Narnia: The Voyage of the Dawn Treader)
- 2011: Captain America: The First Avenger
- 2013: Thor – The Dark Kingdom (Thor: The Dark World)
- 2013: Pain & Gain
- 2014: The Return of the First Avenger (Captain America: The Winter Soldier)
- 2015–2016: Marvel’s Agent Carter (Fernsehserie)
- 2016: The First Avenger: Civil War (Captain America: Civil War)
- 2018: Avengers: Infinity War
- 2019: Avengers: Endgame
- 2022: The Gray Man
- 2025: The Electric State